# Thomas Sully
Thomas Sully (n. 19 iunie 1783 – d. 5 noiembrie 1872) a fost un pictor portretist american, care s-a născut în Anglia, dar a trăit cea mai mare parte a vieții la Philadelphia. El a pictat în stilul lui Thomas Lawrence, iar printre subiecții picturilor sale s-au numărat Thomas Jefferson, John Quincy Adams și marchizul de Lafayette, precum și muzicieni și compozitori de frunte ai epocii sale. A pictat și peisaje și evenimente istorice precum Passage of the Delaware, iar operele sale au fost inscripționate pe monezile americane.

## Lucrări

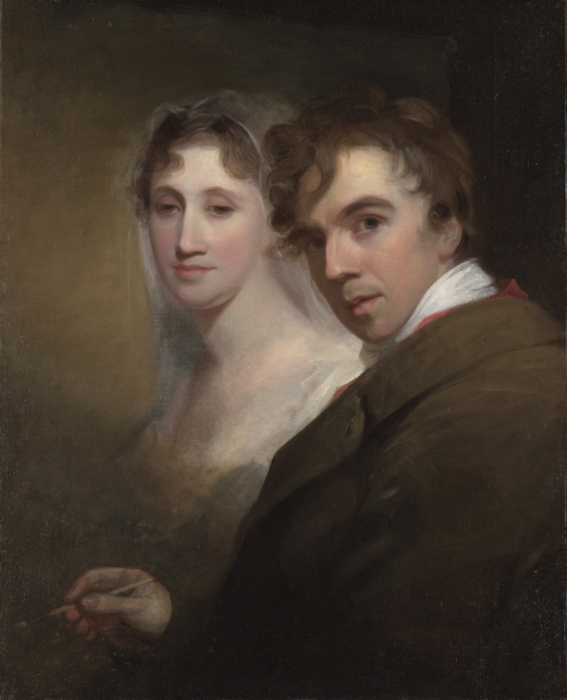
Portretul artistului pictându-și soția, ca. 1810, ulei pe pânză, Yale University Art Gallery
Doamnă cu harpă, 1818, portret al Elizei Ridgely, expus la Hampton Mansion din anii 1820 și până în 1945, când a fost vândut către National Gallery of Art[3]
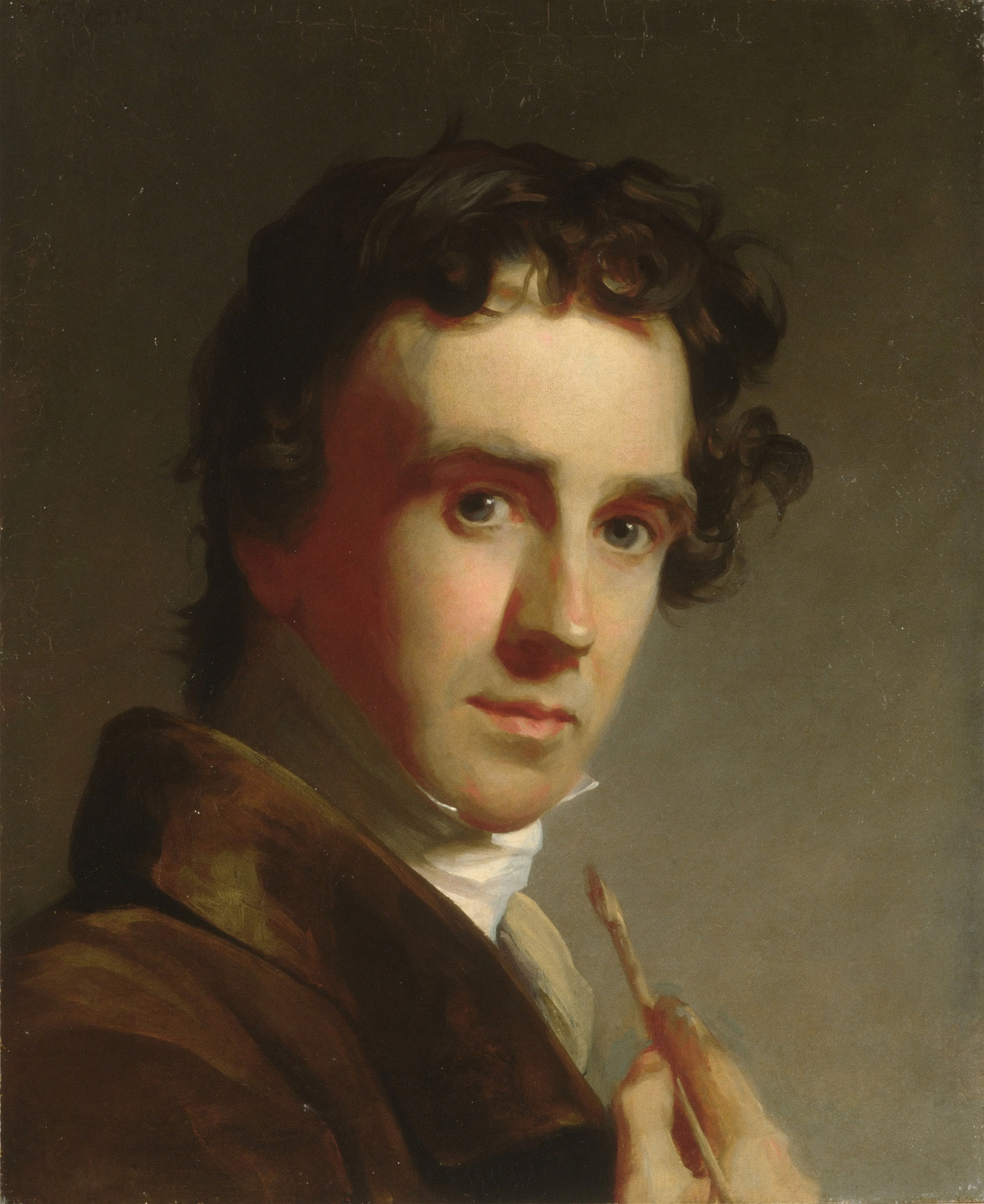
Portretul artistului, 1821, Metropolitan Museum of Art
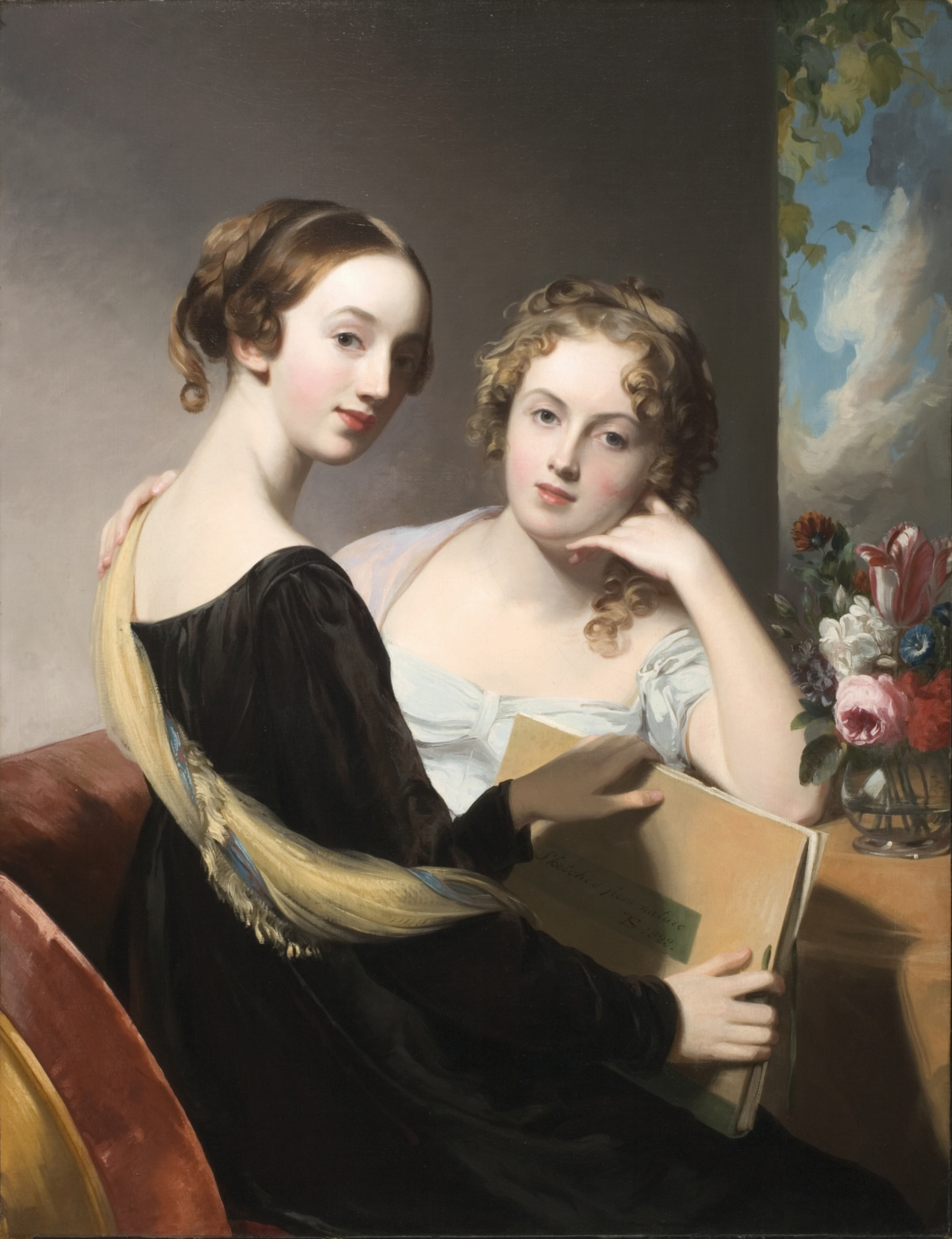
Portretul domnișoarelor Mary și Emily McEuen, 1823, Los Angeles County Museum of Art
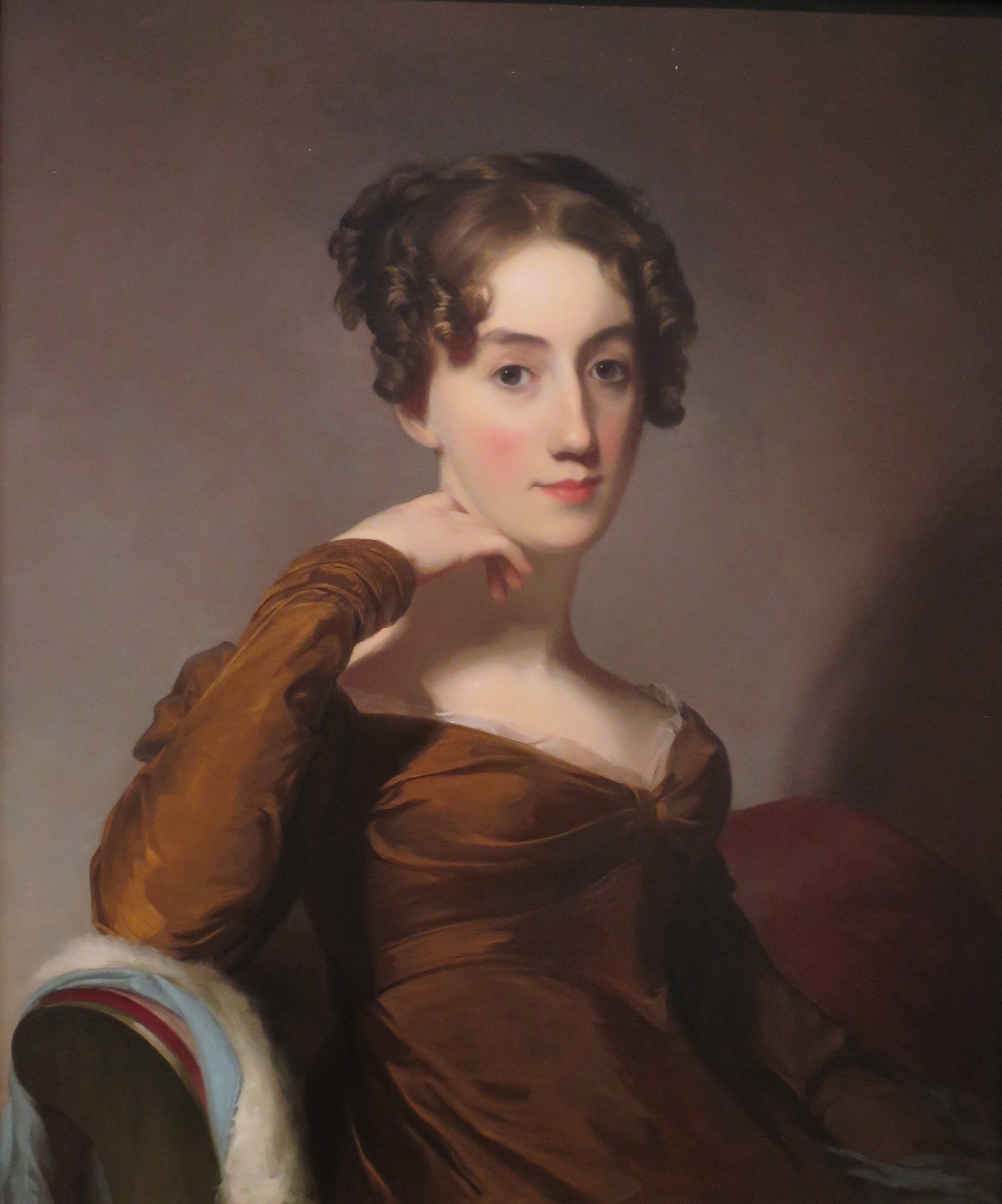
Portretul lui Elizabeth McEuen Smith, 1823, ulei pe pânză, Honolulu Museum of Art
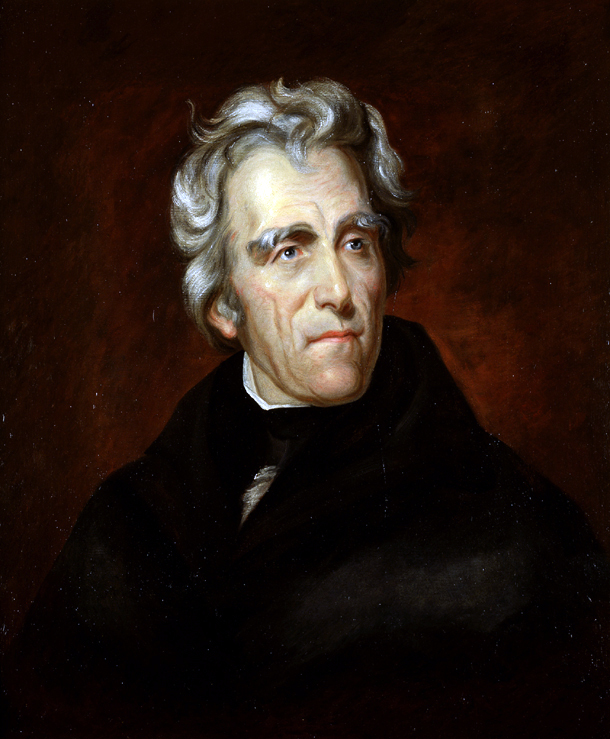
Portretul lui Andrew Jackson, 1824, folosit începând din 1928 pe fața bancnotei de 20 de dolari
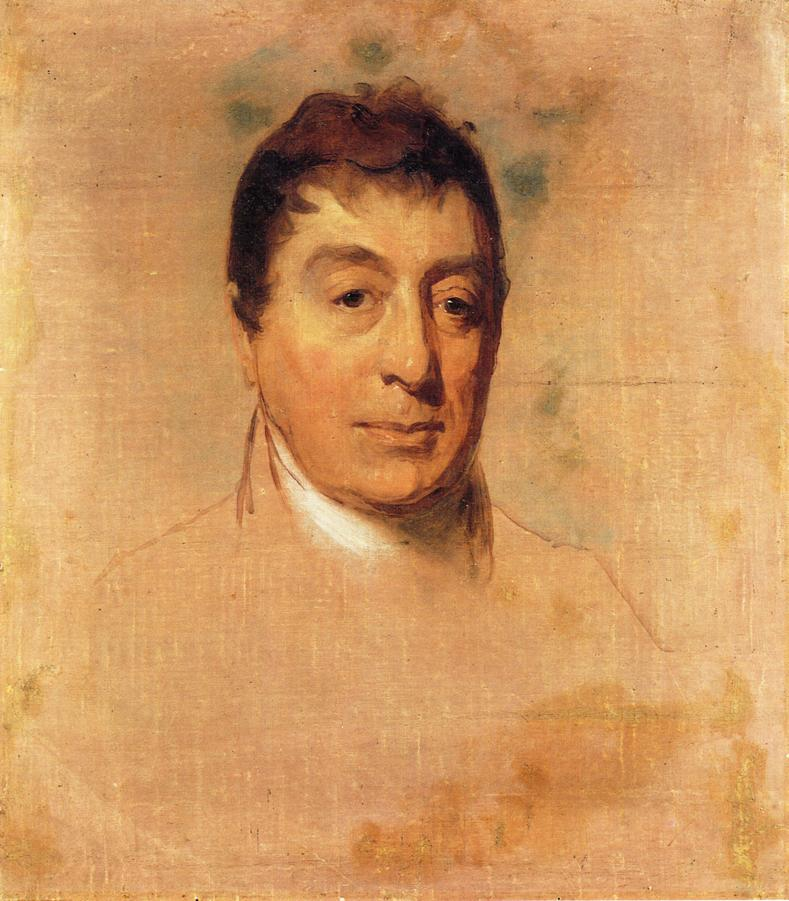
Studiu pentru portretul Marchizului de Lafayette, ca. 1824-1825, ulei pe pânză
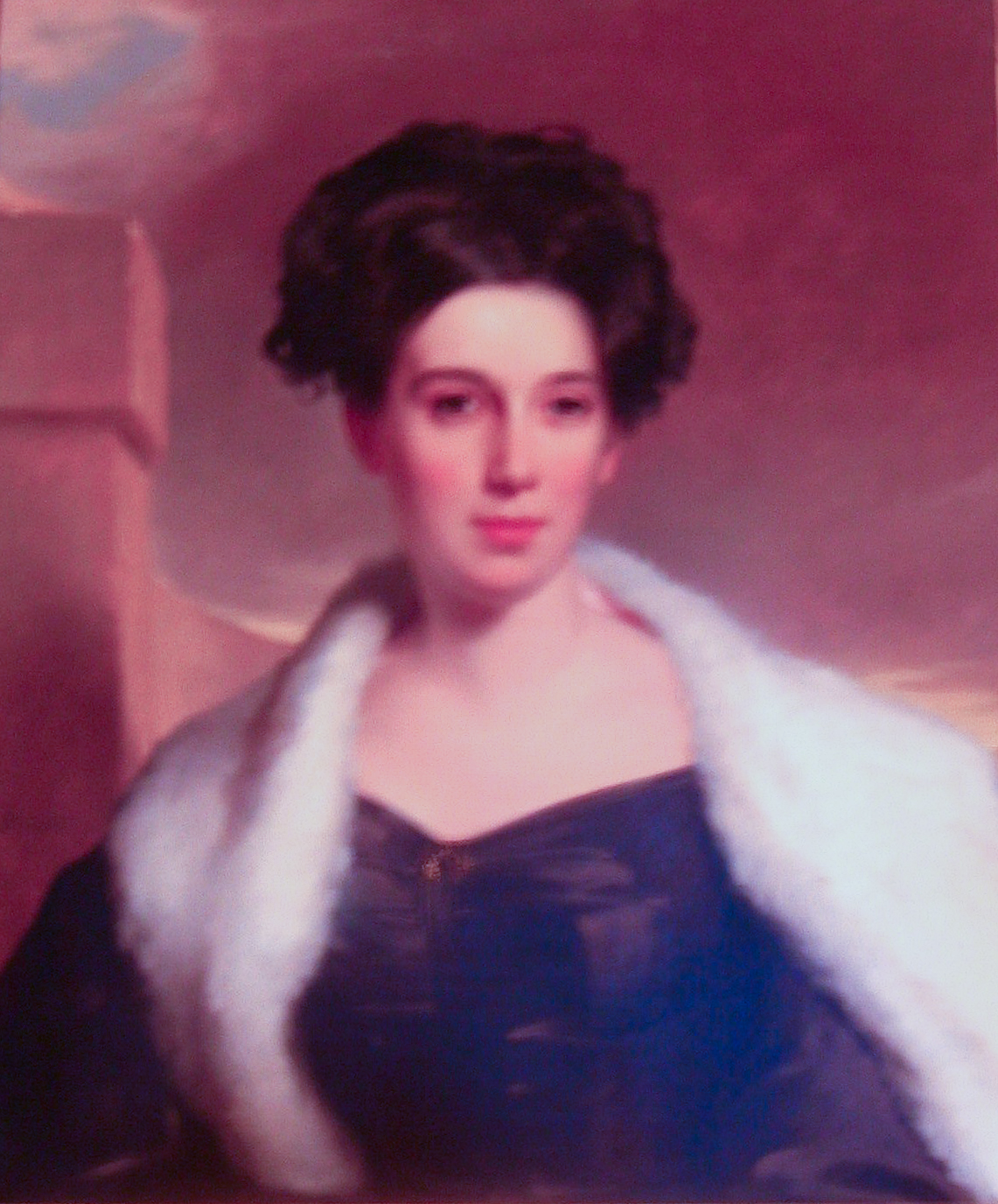
Portretul lui Mary Ann Heide Norris, 1830, Philadelphia Museum of Art
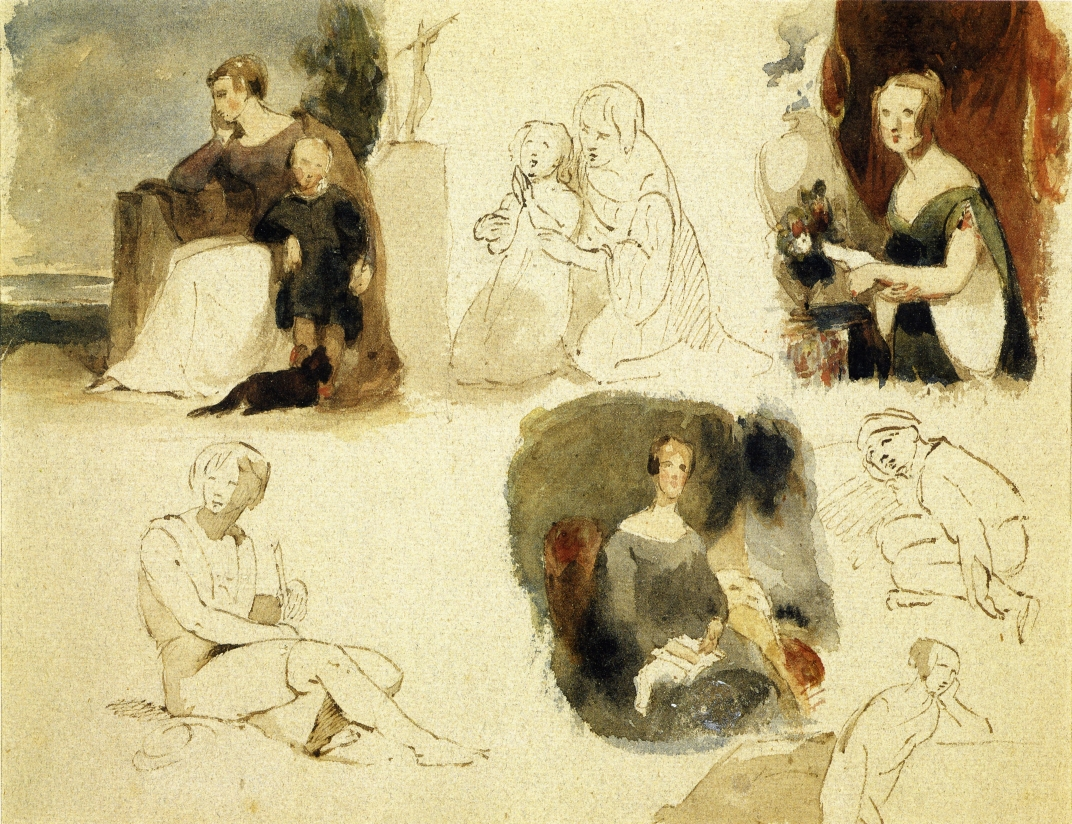
Coală pentru studii de portret, 1830-1839, Museum of Fine Arts, Boston
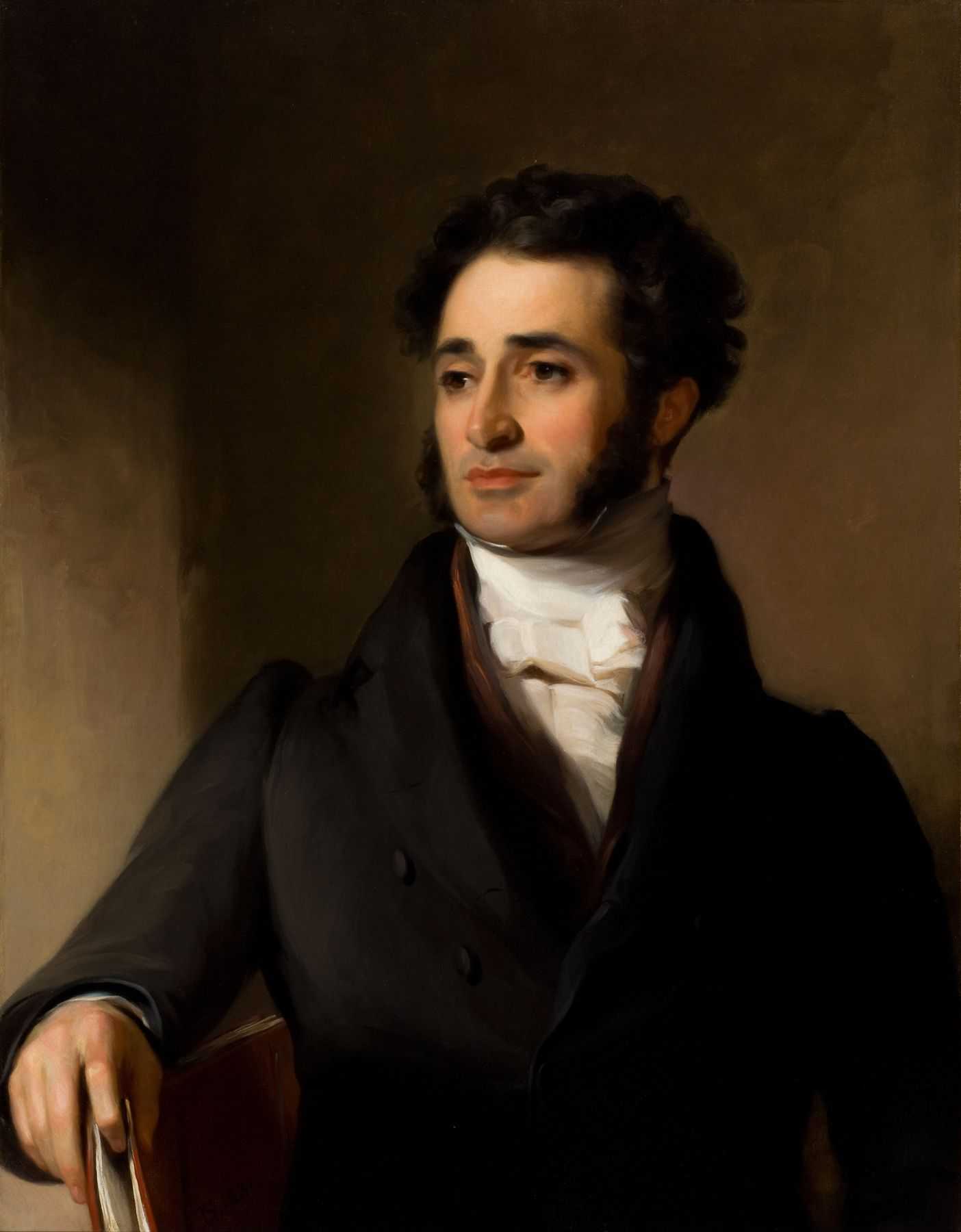
Jared Sparks, 1831, ulei pe pânză, Reynolda House Museum of American Art
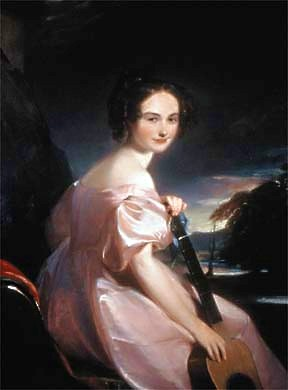
Miss Walton din Florida, 1833, ulei pe pânză, a portrait of Octavia Walton Le Vert
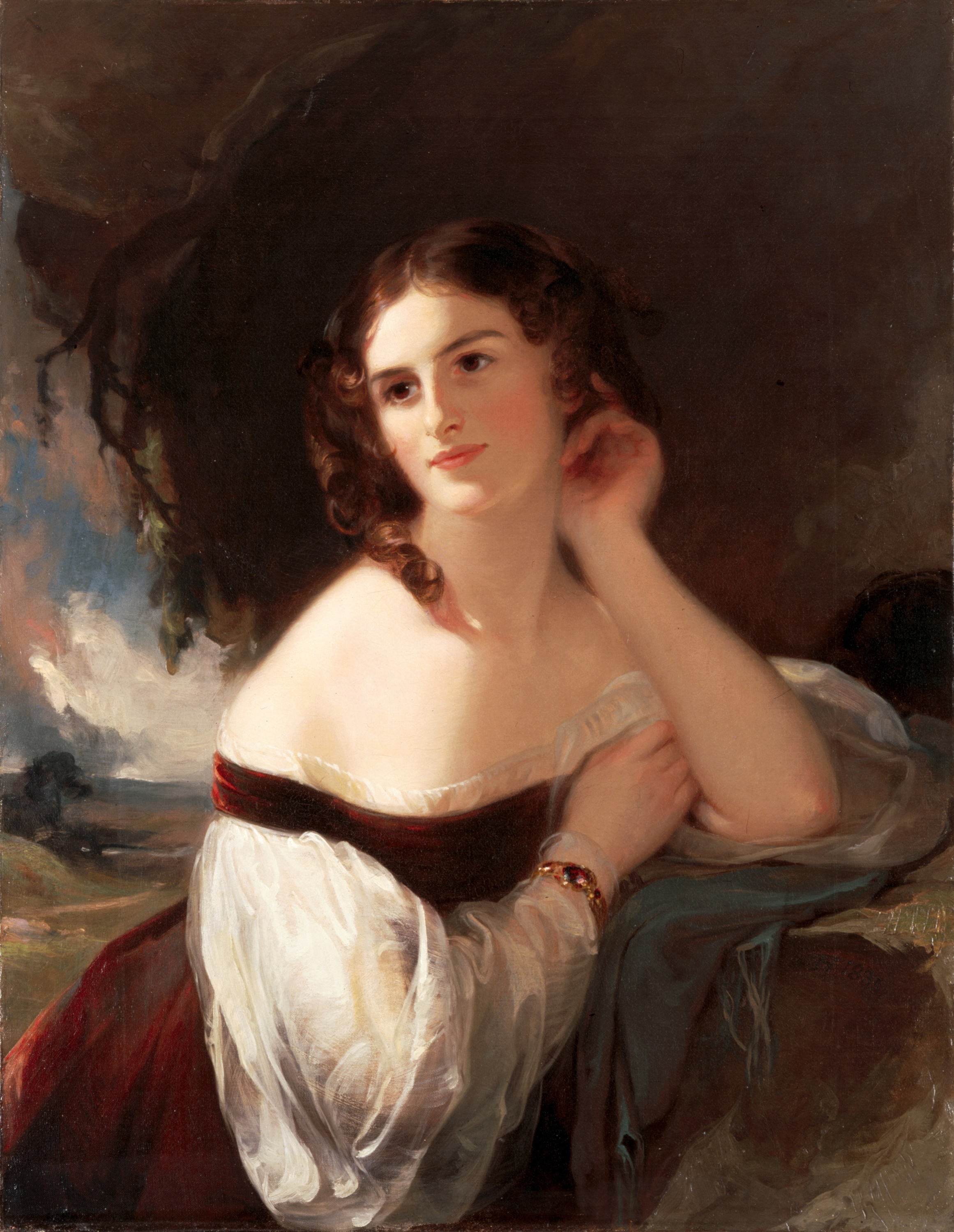
Portretul lui Fanny Kemble, 1834
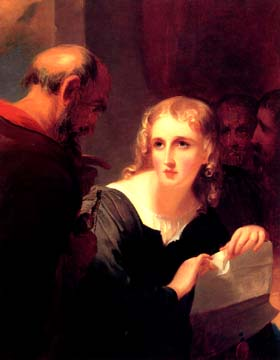
Portia și Shylock, 1835
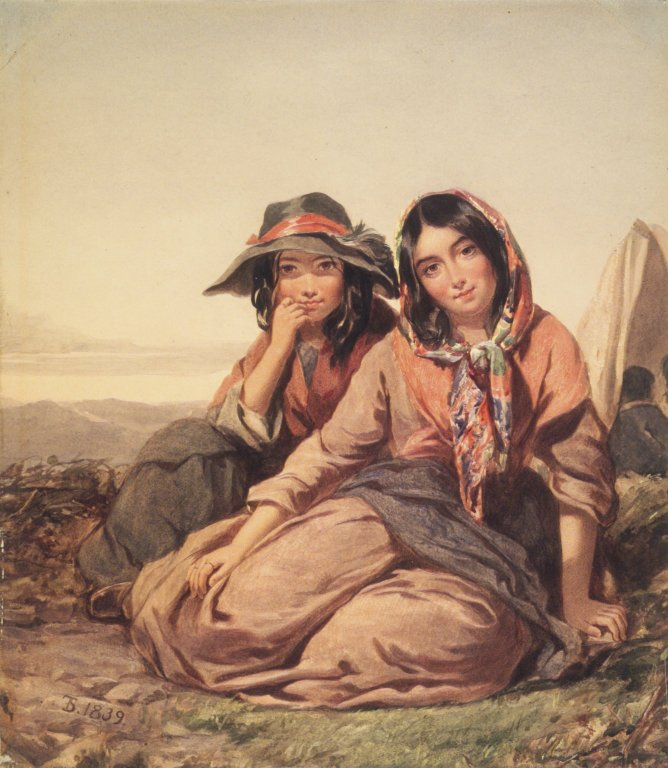
Țigăncușe, 1839, acuarelă, Brooklyn Museum
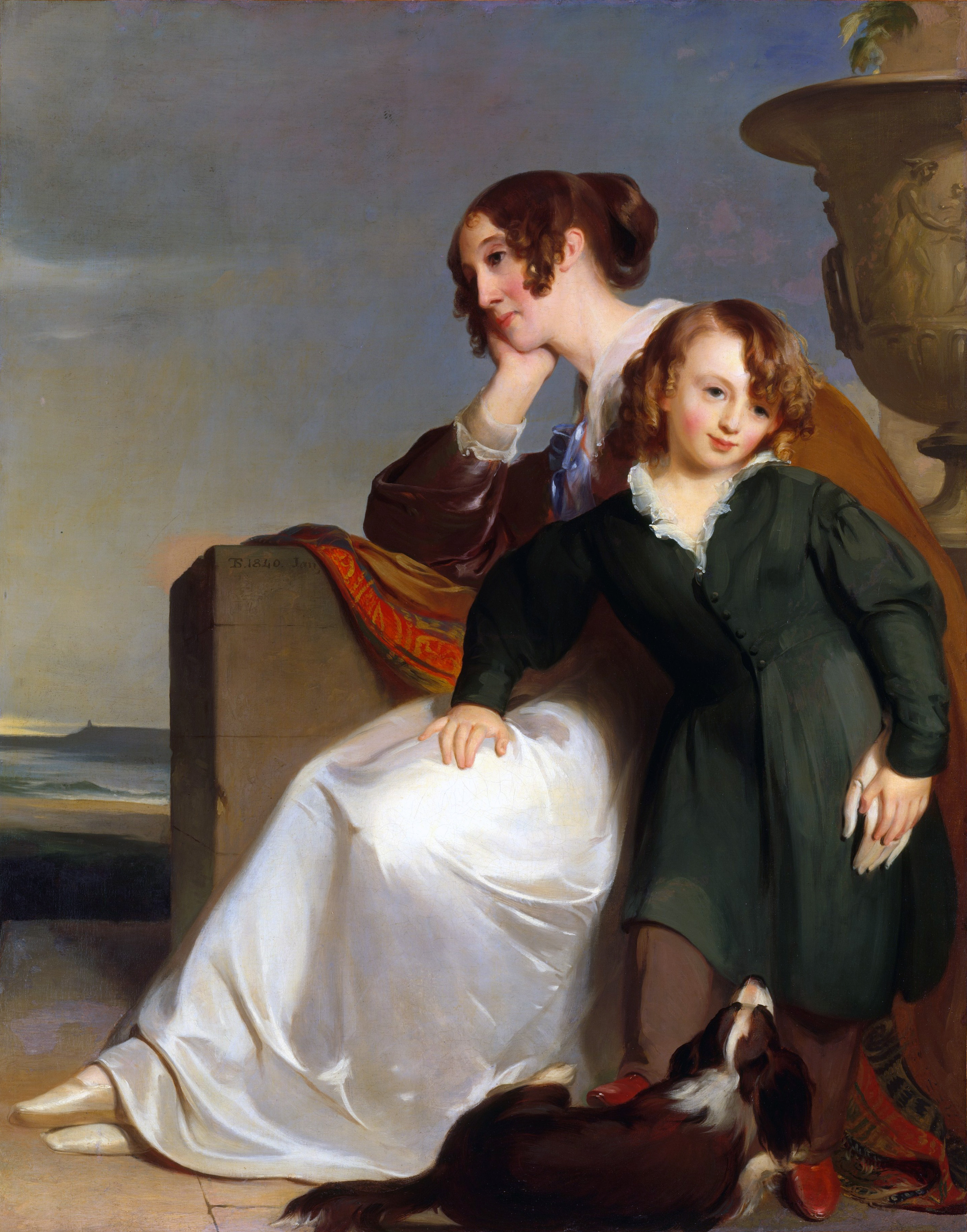
Mama și fiul, 1840, ulei pe pânză, Metropolitan Museum of Art, New York
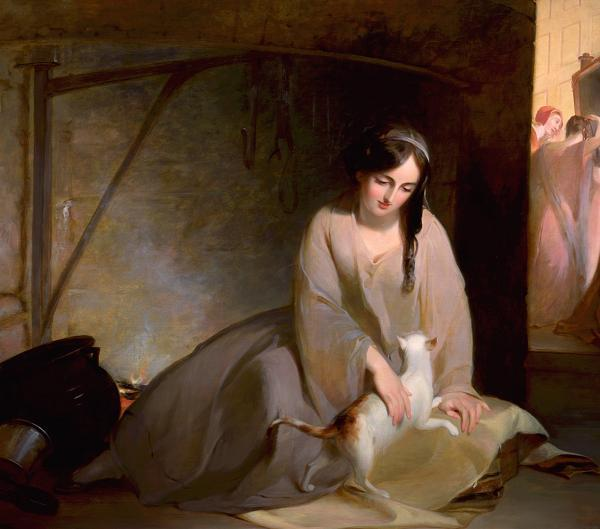
Cenușăreasa, 1843, Dallas Museum of Art
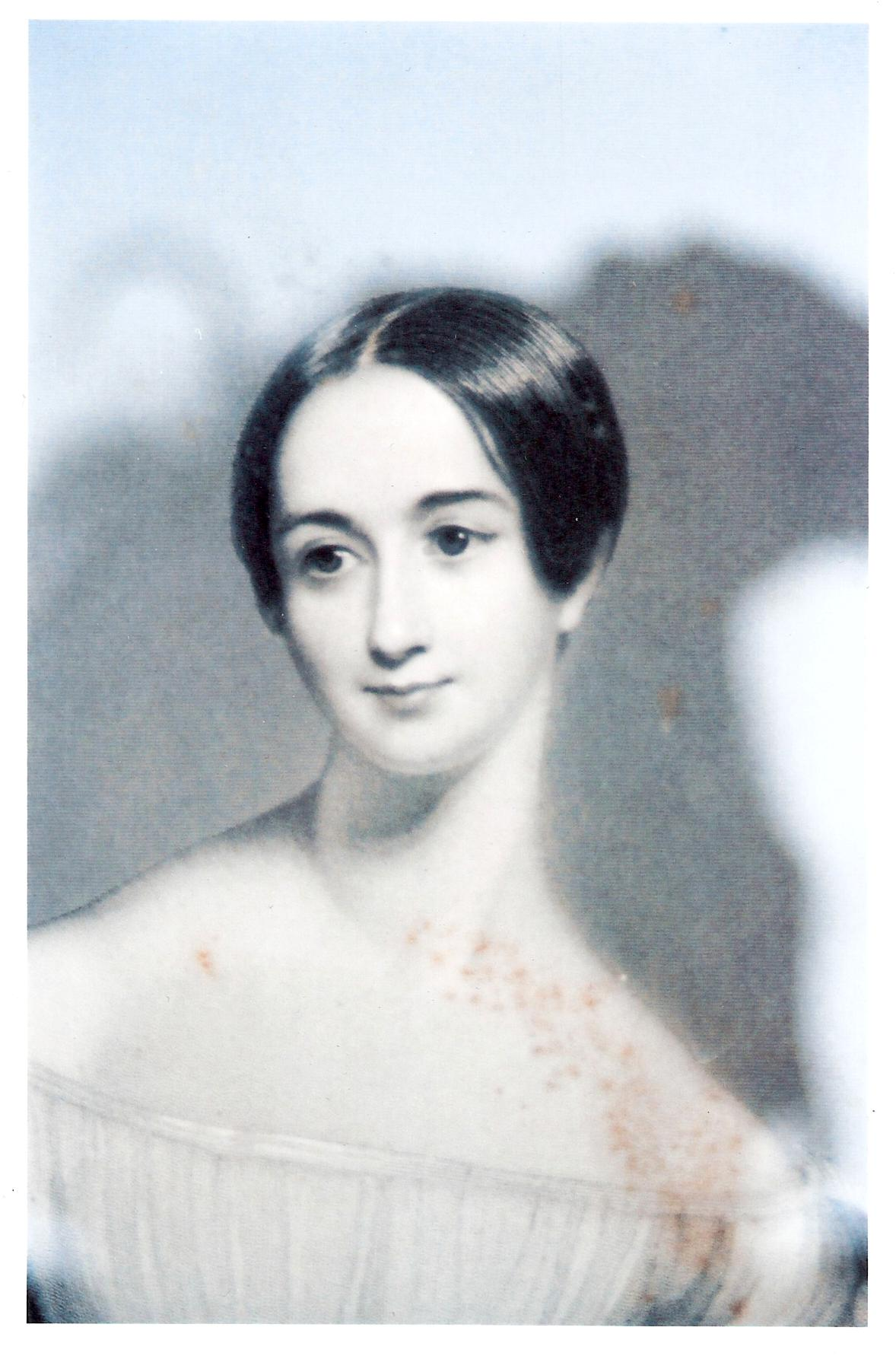
Gravură a Elizei, fiica lui Joshua Bates din Boston (SUA), și soția omului de stat belgian Sylvain van de Weyer
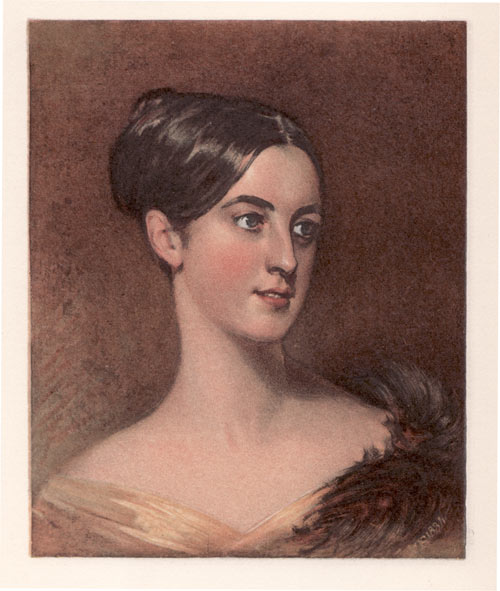
Elizabeth/Elise Wadsworth, soția lui Charles Augustus Murray
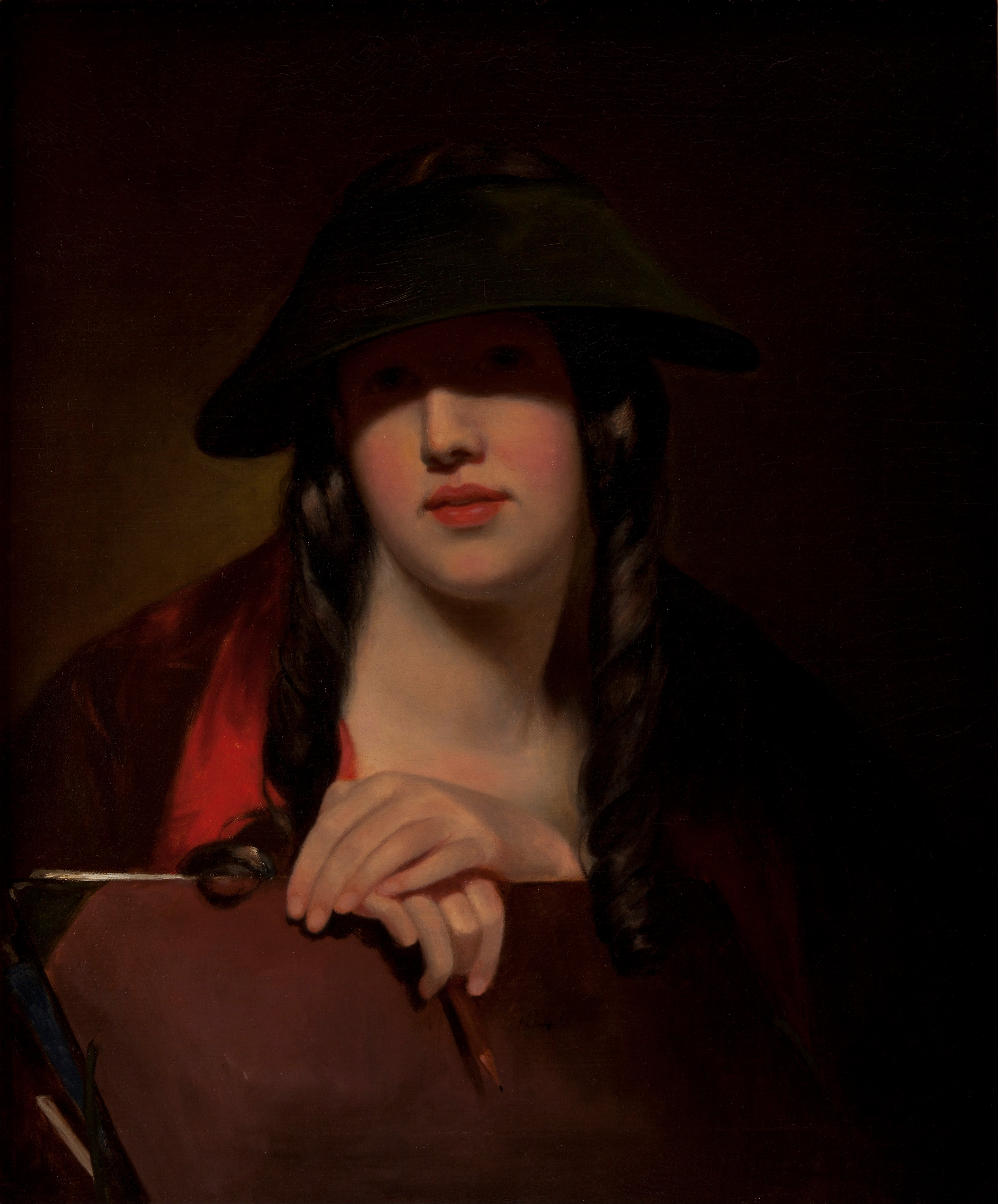
Studentul, sau fiica lui Sully, Rosalie (1848)